# Robert Brulle
Robert J. Brulle est un sociologue américain de l'environnement et professeur de sociologie et de sciences de l'environnement à l'université Drexel. Il est également professeur agrégé de santé publique à l'École de santé publique de l'Université Drexel.
Robert Brulle est principalement connu pour ses études sur le financement d'organismes qui font de la désinformation sur le réchauffement climatique aux États-Unis d'Amérique.

## Éducation et carrière universitaire
Robert Brulle obtient sa licence à la United States Coast Guard Academy en 1974, sa maîtrise en sociologie à la New School for Social Research en 1981, sa maîtrise en ressources naturelles à l'Université du Michigan en 1982 et son doctorat en sociologie à l'université George-Washington en 1995,. Il rejoint la faculté de l'Université Drexel en tant que professeur adjoint en 1997. Il y devient professeur agrégé en 2003. Robert Brulle est membre du corps professoral du Département de culture et de communication du Collège des arts et des sciences de Drexel.

## Recherches
Les recherches de Brulle portent sur la stratégie et les modèles de financement de ce qu'il appelle « le contre-mouvement contre le changement climatique », le mouvement critique de l'action visant à lutter contre le réchauffement climatique. Brulle a été interviewé par Frontline, une émission de télévision publique qui produit et diffuse des documentaires approfondis, pour leur documentaire de 2012 sur le déni du réchauffement climatique intitulé Climate of Doubt. Il qualifie ce mouvement de « global » et de « complément au mouvement conservateur déjà existant aux États-Unis ». Il estime le revenu annuel total du mouvement environnemental à but non lucratif à 2,7 milliards de dollars et note que les progrès vers un environnement américain plus propre se font souvent aux dépens des autres pays, dans une interview accordée en 2009 à Imaginova Corporation et publiée par Fox News.
Robert Brulle analyse le financement des organisations associées au mouvement négationniste du changement climatique au cours d'une bourse d'un an au Center for Advanced Study in the Behavioral Sciences de l'université Stanford,. Il publie les résultats en décembre 2013 dans la revue Climatic Change, une revue scientifique mensuelle à comité de lecture. Il s'agit alors de « la première analyse complète et évaluée par des pairs jamais menée sur le financement derrière le déni du changement climatique ». L'étude de Brulle estime que les 91 organisations qu'il a examinées avaient un revenu annuel total d'un peu plus de 900 millions de dollars et que la grande majorité des fonds donnés à ces organisations provenaient de fondations conservatrices. Au cours des huit années couvertes par l’étude (2003-2010), l’American Enterprise Institute a reçu le plus de financement – 16 % du total des fonds, et les fonds orientés par les donateurs Donors Trust (en) et Donors Capital Fund (en) étaient les plus grands bailleurs de fonds. L'étude a également révélé que le montant d'argent donné à ces organisations par le biais du Donors Trust et d'autres fondations dont les sources de financement ne peuvent être retracées a considérablement augmenté au cours des cinq dernières années.
La synthèse de ces résultats a été couvert par le Washington Post, Forbes, Scientific American, The Guardian, Science Daily et l'International Science Times,,,,,. La recherche est présentée sur le site Web d'information publique sur le ldérèglement climatique du Bureau de planification et de recherche du gouverneur de Californie. Un chercheur principal du Institut Heartland, l'une des organisations incluses dans l'étude, écrit un article d'opinion dans le journal Forbes, critiquant le travail de Robert Brulle et sa couverture médiatique sur un certain nombre de points, notamment le fait que les organisations incluses dans l'étude avaient des agendas divers, et que tous leurs revenus n'étaient pas consacrés à l'« éducation au changement climatique ». Robert Bruelle prend en compte cette critique et indique dans l'interview de PBS : « Vous ne pouvez pas dire combien de dollars sont passés de cette fondation à cette organisation spécifiquement pour influencer les opinions sur le changement climatique... ».
Robert Brulle collabore à des recherches sur les facteurs affectant l'opinion publique américaine sur le changement climatique et découvre que les politiciens ont plus d'influence que les scientifiques. Les résultats de ces recherches sont présentés par National Geographic et USA Today,,.

## Prises de position
Il préconise une action politique forte pour lutter contre le dérèglement climatique.

## Livres
- Agence, démocratie et nature : le mouvement environnemental américain du point de vue de la théorie critique (MIT Press, 2000)
- Pouvoir, justice et environnement : une évaluation critique du mouvement pour la justice environnementale (MIT Press, 2005 ; édité par Brulle et David Naguib Pellow)